# RAB8A
RAB8A‏ (RAB8A, member RAS oncogene family) هوَ بروتين يُشَفر بواسطة جين RAB8A في الإنسان.